# Stadsön
Stadsön är ett område i Gammelstad. Stadsön har ett centrum som heter Stadsö centrum som har ICA Supermarket, apotek, hälsocentral, simhall, en 4–9 skola, gym, konditori, pizzeria, bibliotek, restaurang och Gammelstads IF. 
Luleå Lokaltrafiks busslinjer 1, 2, 9 och 12 trafikerar Stadsön samt vissa specialbussar och nattbussar.
Stadsön har även möbelaffären Wika-Möbler AB.